# Chasch (Verwaltungsbezirk)
Chasch (persisch شهرستان خاش) ist ein Schahrestan in der Provinz Sistan und Belutschistan im Iran. Er enthält die Stadt Chasch (englisch transkribiert auch Khash), welche die Hauptstadt des Verwaltungsbezirks ist.

## Demografie
Bei der Volkszählung 2016 betrug die Einwohnerzahl des Schahrestan 173.821. Die Alphabetisierung lag bei 76 Prozent der Bevölkerung. Knapp 36 Prozent der Bevölkerung lebten in urbanen Regionen.
| Zensusjahr | Einwohnerzahl |
| ---------- | ------------- |
| 2011       | 155.652       |
| 2016       | 173.821       |